# Husvik
Husvik ist eine ehemalige Walfangstation an der mittleren Nordküste der Insel Südgeorgien im Süd-Atlantik. Der Stützpunkt war neben Stromness und Leith Harbour eine von drei Basen an der Stromness Bay.

## Geschichte
Husvik begann ursprünglich 1907 als eine schwimmende Fabrik vor der Küste. 1910 wurde eine Festlandstation konstruiert, die bis 1930 in Betrieb blieb; auch zwischen 1945 und 1960 wurde sie benutzt. 
Die drei Walfangstationen Husvik, Stromness und Leith waren durch einen holprigen Weg entlang des Ufers der Stromness Bay verbunden. Während der Walfangära wurde dieser von Walfängern aus Stromness und Husvik benutzt, um nach Leith Harbour zu gelangen, wo sich ein Kino befand. Der Pfad kann noch immer begangen werden, doch an manchen Stellen ist der Durchgang, vor allem im November und Dezember, durch ihr Territorium verteidigende Robben unmöglich.
Die Seeseite der Station ist ein einziger Schrottplatz. Die rostigen Ruinen der aufgegebenen Werft beherbergen eine Anzahl zurückgelassener Schiffe, die vor Aufgabe der Station nicht mehr rechtzeitig repariert werden konnte und nun als dunkle Hinterlassenschaften von der einstigen Bedeutung der Walfangstation zeugen.  Das Stationsgelände war durch Schmalspurgleise erschlossen, die größtenteils heute noch vorhanden sind. Ob zur Traktion eine Lokomotive eingesetzt wurde, ist nicht bekannt (siehe Eisenbahnen auf Südgeorgien). 
Das Kühlaggregat wurde 1960 abgebaut und nach Grytviken geschafft; seither gibt es keine Walfangoperationen mehr in Husvik. Später – bis Mitte der Neunzigerjahre – wurde das Haus des Stationsleiters von Wissenschaftlern des British Antarctic Survey als temporärer Schutz während ihrer Arbeit genutzt. In jüngerer Zeit lebten dort auch die Mitglieder der BSES-Expedition vom Dezember 2003, die die Basis als Ausgangslager für eine Reihe von wissenschaftlichen und Erforschungsprojekten nutzte.
Wie die Walfangstationen von Leith, Stromness und Prince Olav Harbour wurde auch Husvik aus Sicherheitsgründen für Touristen gesperrt. Die Gefahr geht von baufälligen und asbestverseuchten Gebäuden aus. Besucher dürfen sich höchstens 200 Meter entfernt von den Gebäuden und Einrichtungen aufhalten. Der Zutritt zum Haus des Stationsleiters ist erlaubt, da dieses etwas entfernt vom Hauptgebiet liegt. 
Die Mole befindet sich innerhalb der 200-Meter-Zone, so dass sie nicht benutzt werden kann. Außerdem ist sie in einem sehr baufälligen Zustand. Sie wird jedes Jahr von Kormoranen als Brutplatz benutzt.
Im Sommer 2005/2006 wurde eine Gruppe von Norwegern beauftragt, einige der Gebäude in Husvik wiederherzustellen. Im März 2006 wurden die Villa des Leiters, ein als „Radio Shack“ (Funkhütte) bekanntes Gebäude und ein kleiner Generatorenschuppen erfolgreich wiederhergestellt. Die Arbeiten wurden im Sommer 2012/2013 fortgesetzt, wobei vor allem Asbest entfernt wurde.
Südlich von Husvik befindet sich ein Walfängerfriedhof, auf dem 34 Männer zwischen 1924 und 1959 begraben wurden. 

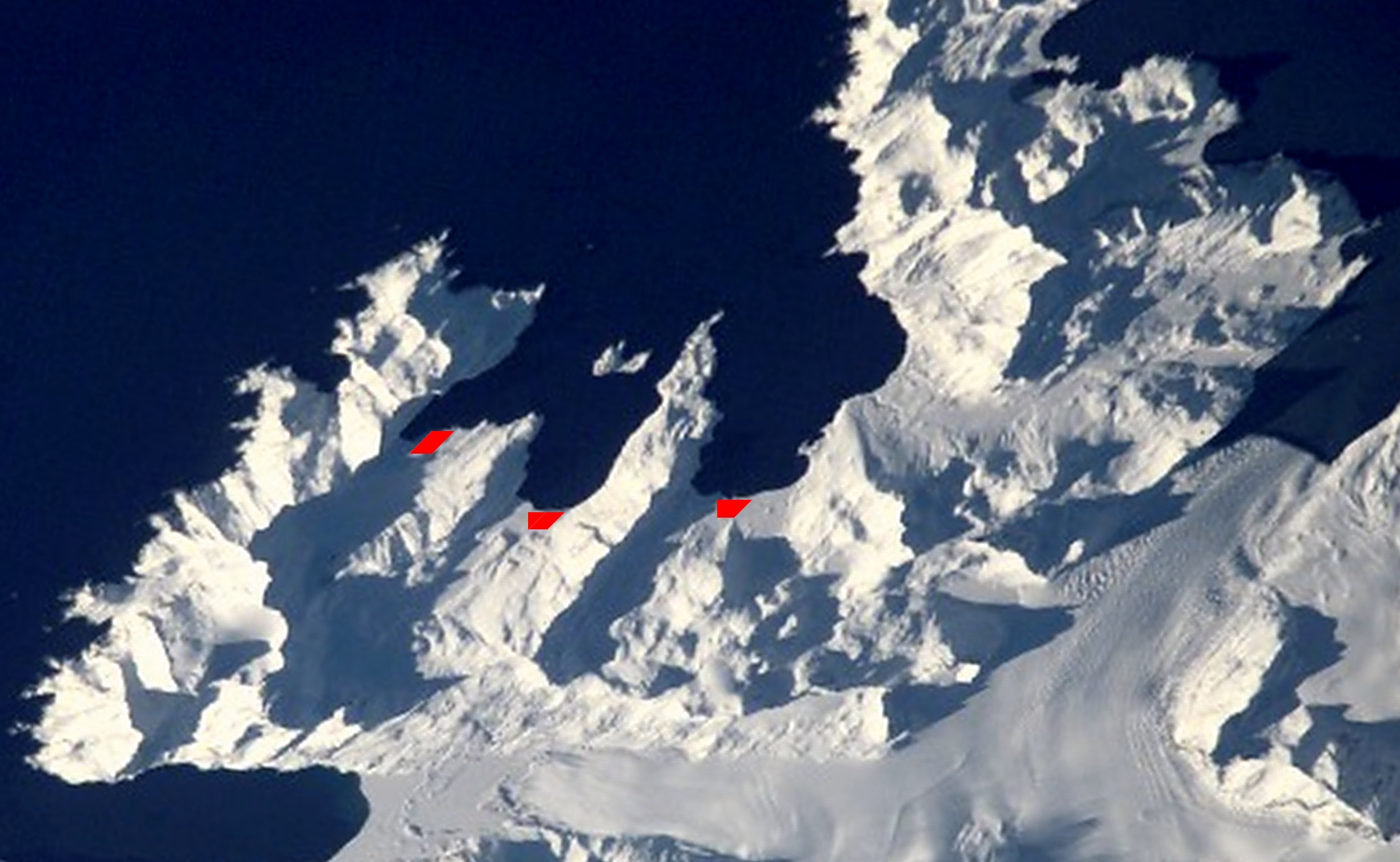
Stromness Bay mit (von links nach rechts) Husvik, Stromness und Leith Harbour (NASA-Bild)
Historische Siedlungen auf Südgeorgien
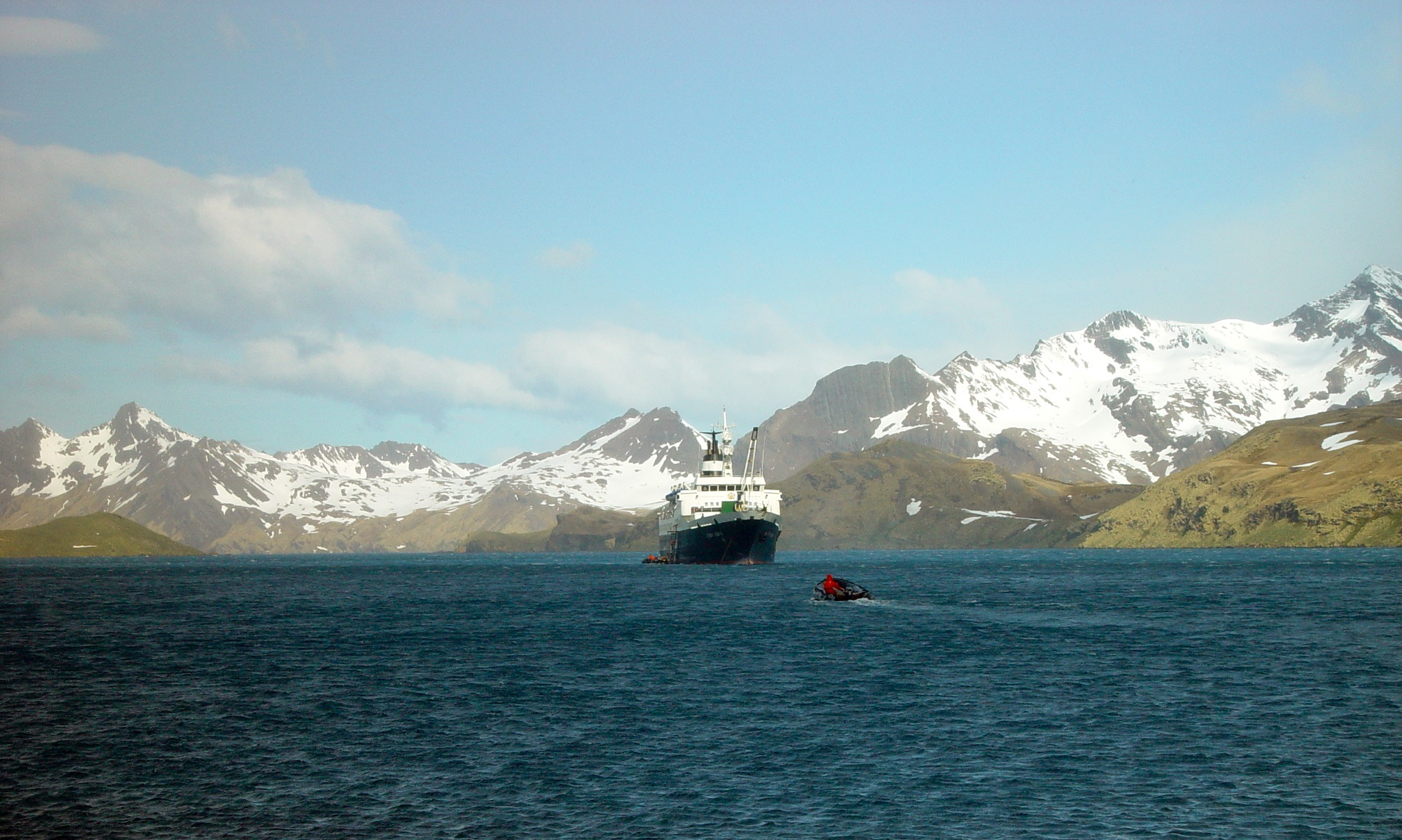
Stromness Bay im November 2002
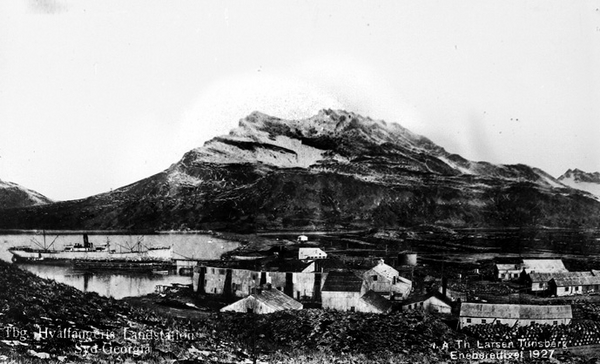
Historische Aufnahme von Husvik aus dem Jahr 1927